# Nikolaj Pimenov
Nikolaj Igorevitj Pimenov (ryska: Николай Игорьевич Пименов), född den 29 mars 1958 i Moskva i Ryssland, är en sovjetisk roddare.
Han tog OS-silver i tvåa utan styrman i samband med de olympiska roddtävlingarna 1980 i Moskva.